# Schwabenhaus (Heilbronn)

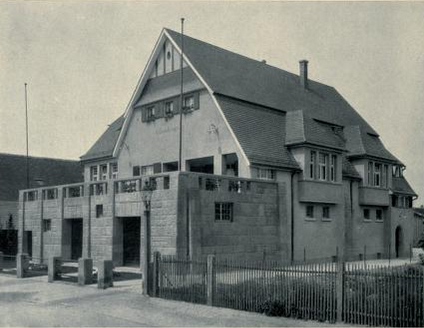
Das Schwabenhaus in Heilbronn um 1910

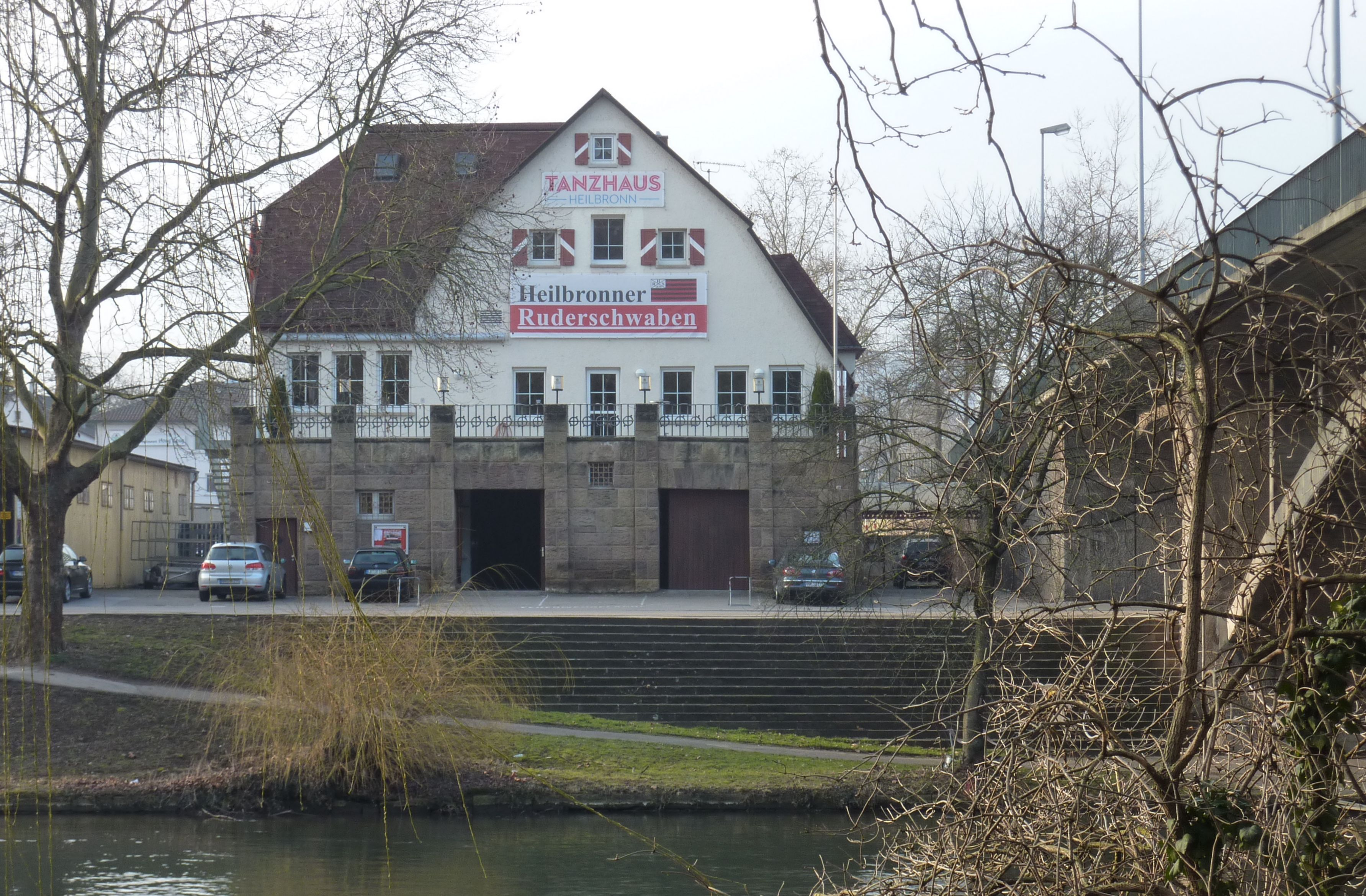
Foto von 2015

Das Schwabenhaus in der Badstraße 48 in Heilbronn war das Bootshaus und einstige Vereinslokal der 1879 gegründeten Rudergesellschaft Heilbronner RG Schwaben. Es war zum Abriss im Oktober 2022 das älteste Vereinsheim der Stadt.

## Geschichte
Das Gebäude wurde zu Beginn des 20. Jahrhunderts im Architekturbüro Beutinger & Steiner geplant und 1909 errichtet. Es ersetzte ein hölzernes Bootshaus aus dem Jahr 1880. Den größten Teil des Erdgeschosses nahm die Bootshalle ein; außerdem befanden sich dort noch Umkleide- und Waschräume sowie eine Kegelbahn. Im ersten Obergeschoss waren die Gesellschaftsräume samt Musikpodium und einer offenen sowie einer gedeckten Terrasse mit Blick auf den Neckar untergebracht. J. Baum veröffentlichte in dem Artikel Arbeiten der Architekten Beutinger und Steiner in Heilbronn 1910 in der Zeitschrift Die Kunst außer den Grundrissen auch eine Außenansicht des Gebäudes. Schon in diesem Artikel wurde das Haus als „Schwabenhaus“ bezeichnet.
Bei den Luftangriffen auf Heilbronn im Jahr 1944 wurde das Bauwerk schwer beschädigt; laut einem Zeitungsbericht brannte es bis auf die Bootshallen nieder; eine Zeichnung aus dem Jahr 1945 zeigt dagegen auch noch stark in Mitleidenschaft gezogene Überreste der oberen Gebäudeteile. Das Schwabenhaus wurde nach dem alten Vorbild wieder instand gesetzt; ab 1946 wurde der Ruderbetrieb wieder aufgenommen.
1966 erfolgte der Anbau eines Sanitär- und Umkleidetraktes.
Die Ruderschwaben taten sich 1987 mit der Sektion Heilbronn des Deutschen Alpenvereins zusammen, um die Immobilie gemeinsam zu erhalten. Die DAV-Sektion erwarb die Hälfte des Gebäudes und beide Vereine bauten das Haus gemeinsam um und trugen jeweils die Hälfte der Kosten. Nach Plänen des Architekten Wahrmut Stehle wurde das Haus von November 1987 bis September 1988 umfassend umgebaut, anschließend bezog die DAV-Sektion mit Geschäftsstelle, Bücherei und Jugendraum das Gebäude. Die DAV-Sektionsgeschäftsstelle verblieb dort bis zum Umzug in die Kletterarena beim Kraftwerk Heilbronn 2008, Veranstaltungen der Sektion fanden aber weiter im Schwabenhaus statt. Das Haus gehörte 2013 noch zur Hälfte der Sektion, die ihren Anteil damals aber zum Preis von 165.000 Euro an die Ruderschwaben zu verkaufen beschloss.
Die im Gebäude befindliche öffentliche Gaststätte Schwabenhaus war bis Oktober 2012 bewirtschaftet, als der Pächter der sanierungsbedürftigen Räumlichkeiten kündigte. Seit November 2013 ist die Tanzschule Tanzhaus Heilbronn Mieter.
Noch bis 2022 diente das Schwabenhaus den Ruderschwaben als Vereinsheim. Im Zuge seines Jahrhundertprojekts Neues Bootshaus musste sich der Verein allerdings um einen Neubau im Heilbronner Wertwiesenpark bemühen. Der Umzug des Ruderbetriebs zum Neubau erfolgte im Oktober 2022. Unmittelbar nach dem Auszug der Ruderschwaben ließ die Schwarz-Gruppe als neue Inhaberin das Gebäude abreißen.